# Niederrœdern
Niederroedern – miejscowość i gmina we Francji, w regionie Grand Est, w departamencie Dolny Ren.
Według danych na rok 1990 gminę zamieszkiwało 769 osób, 112 os./km².